# هو هیون جون
هو هیون جون (کره‌ای: 허현준؛ زادهٔ ۹ مارس ۲۰۰۰) که به‌طور حرفه‌ای با نام هیون‌جون یا هیون جون شناخته می‌شود و قبلاً با نام هنری هوال (کره‌ای: 활) شناخته می‌شد، خواننده و بازیگر اهل کره جنوبی است. او بیشتر به عنوان عضو سابق گروه پسرانه د بویز شناخته می‌شود. او همچنین به خاطر ایفای نقش در مجموعه اینترنتی کالر راش (۲۰۲۱) شناخته شده است.